# Michael Rasumny
Michael Rasumny (* 13. Mai 1890 in Odessa;  gebürtig Mychaiil Olexandrowytsch Rasumnyj/ukrainisch Михайло Олександрович Разумний, russisch Михаил Александрович Разумный; † 17. Februar 1956 in Los Angeles) war ein russischer Schauspieler.

## Leben
Rasumny stand seit seinem 15. Lebensjahr auf der Bühne und gehörte dem Moskauer Künstlertheater an. Bereits 1918 agierte er erstmals vor der Kamera. In den späten 1920er Jahren kam er nach Berlin und wirkte in mehreren Stummfilmen mit. Seine einzige kleine Rolle in einem deutschen Tonfilm hatte er 1930 in Das alte Lied.
1933 verließ der jüdische Darsteller Deutschland und ging nach Frankreich. 1937 kam er nach New York, wo er an dortigen Bühnen auftrat und auch Regie führte. 1940 verpflichtete ihn die Filmfirma MGM nach Hollywood. Im folgenden Jahrzehnt war er als Mikhail Rasumny häufig in kleinen Rollen zu sehen und verkörperte meist slawische oder hispanische Charaktere.

## Filmografie (Auswahl)
- 1928: Der erste Kuß
- 1928: Rasputins Liebesabenteuer
- 1929: Diane
- 1929: Die Schmugglerbraut von Mallorca
- 1929: Heilige oder Dirne
- 1940: Comrade X
- 1941: Abrechnung in Shanghai (The Shanghai Gesture)
- 1941: Das goldene Tor (Hold Back the Dawn)
- 1942: Die Narbenhand (This Gun for Hire)
- 1942: Der Weg nach Marokko (Road to Morocco)
- 1943: Wem die Stunde schlägt (For Whom the Bell Tolls)
- 1945: Bombalera (Kurzfilm)
- 1945: A Medal for Benny
- 1945: Der Tod wohnt nebenan (The Unseen)
- 1946: Blau ist der Himmel (Blues Skies)
- 1946: Ball in der Botschaft (Holiday in Mexico)
- 1947: Die Piraten von Monterey (Pirates of Monterey)
- 1947: Mädchen für Hollywood (Variety Girl) (Cameo)
- 1948: Ein Bandit zum Küssen (The Kissing Bandit)
- 1948: Schmuggler von Saigon (Saigon)
- 1949: Liebe auch ohne Patent (Free for All)
- 1949: Die Piraten von Capri (I pirati di Capri)
- 1953: Ein Lied, ein Kuß, ein Mädel (The Stars Are Singing)
- 1953: Götter ohne Maske (Tonight We Sing)
- 1956: Feuer im Blut (Hot Blood)